# Palais des sports Jean-François-Krakowski
Pour les articles homonymes, voir Krakowski.
Le palais des sports Jean-François-Krakowski est un gymnase situé à Saint-Raphaël où évolue le Saint-Raphaël Var Handball (SRVHB). 
Inaugurée en 2005 sous le nom Palais des Sports intercommunal, la salle prend son nom actuel en 2011 en hommage à Jean-François Krakowski, président du Saint-Raphaël Var Handball depuis 1987.
Après une rénovation en 2017 afin d'adapter l'enceinte sportive aux contraintes des coupes d'Europe, la capacité de la salle passe alors près de 3 000 places dont 2 500 places assises.